# Joppa aurata
Joppa aurata là một loài tò vò trong họ Ichneumonidae.